# The Tour of Life
The Tour of Life (с англ. — «Тур жизни») — первое и единственное концертное турне британской исполнительницы Кейт Буш, начавшееся 3 апреля 1979 года с выступления в Ливерпуле и завершившееся двумя концертами в лондонском зале Hammersmith Odeon 12 мая и 13 мая того же года. По окончании турне Кейт Буш заявила, что больше никогда не будет гастролировать. Она объяснила, что ей нравится выступать перед аудиторией, однако напряжённый гастрольный график отвлекает от написания новых песен и приводит к творческому застою.
В турне певицу сопровождал расширенный состав группы KT Bush Band, в который входили её брат Падди Буш (мандолина, вокал), Дел Палмер (бас-гитара), Брайан Бат (ритм-гитара), Алан Мерфи (соло-гитара), Кевин Макейли (клавишные, саксофон), Бен Барсон (клавишные), Престон Хейман (ударные) и ряд других музыкантов, участвовавших в шоу лишь эпизодически.
За день до начала гастролей в английском городе Дорсете прошел предварительный концерт, представлявший собой генеральную репетицию шоу. После окончания выступления менеджер Билл Даффилд, отвечавший за постановку света, провалился в люк на сцене и разбился, упав с двенадцатиметровой высоты. Памяти Даффилда был посвящён один из последних концертов Tour Of Life, состоявшийся 12 мая в Лондоне (в этом концерте также приняли участие Питер Гэбриэл и Стив Харли, работавшие с Даффилдом в прошлом). Даффилду посвящена композиция «Blow Away (for Bill)», вошедшая в альбом Never for Ever (1980). Он также упоминается в песне «Moments of Pleasure» из альбома Red Shoes (1993).
Второй концерт в Hammersmith Odeon снимался на видео. В выпущенную в 1994 году видеопрограмму Live at Hammersmith Odeon вошла примерно половина отснятого материала — вторая половина не устроила Кейт Буш с точки зрения качества записи.

## Расписание концертов
| Дата           | Город       | Страна     | Место                      |
| Европа         | Европа      | Европа     | Европа                     |
| -------------- | ----------- | ---------- | -------------------------- |
| 2 апреля 1979  | Пул         | Англия     | Arts Centre                |
| 3 апреля 1979  | Ливерпуль   | Англия     | Empire                     |
| 4 апреля 1979  | Бирмингем   | Англия     | Hippodrome                 |
| 5 апреля 1979  | Бирмингем   | Англия     | Hippodrome                 |
| 6 апреля 1979  | Оксфорд     | Англия     | New Theatre                |
| 7 апреля 1979  | Саутгемптон | Англия     | Gaumont                    |
| 9 апреля 1979  | Бристоль    | Англия     | Hippodrome                 |
| 10 апреля 1979 | Манчестер   | Англия     | Apollo Theatre             |
| 11 апреля 1979 | Манчестер   | Англия     | Apollo Theatre             |
| 12 апреля 1979 | Сандерленд  | Англия     | Empire Theatre             |
| 13 апреля 1979 | Эдинбург    | Шотландия  | Usher Hall                 |
| 16 апреля 1979 | Лондон      | Англия     | The Palladium              |
| 17 апреля 1979 | Лондон      | Англия     | The Palladium              |
| 18 апреля 1979 | Лондон      | Англия     | The Palladium              |
| 19 апреля 1979 | Лондон      | Англия     | The Palladium              |
| 20 апреля 1979 | Лондон      | Англия     | The Palladium              |
| 24 апреля 1979 | Стокгольм   | Швеция     | Konserthuset               |
| 26 апреля 1979 | Копенгаген  | Дания      | Falkoner Theatre           |
| 28 апреля 1979 | Гамбург     | ФРГ        | Congress Centrum           |
| 29 апреля 1979 | Амстердам   | Нидерланды | Carré Theatre              |
| 2 мая 1979     | Штутгарт    | ФРГ        | Liederhalle                |
| 3 мая 1979     | Мюнхен      | ФРГ        | Circus Krone               |
| 4 мая 1979     | Кёльн       | ФРГ        | Gürzenich                  |
| 6 мая 1979     | Париж       | Франция    | Théâtre des Champs-Élysées |
| 8 мая 1979     | Мангейм     | ФРГ        | Rosengarten                |
| 10 мая 1979    | Франкфурт   | ФРГ        | Jahrhunderthalle           |
| 12 мая 1979    | Лондон      | Англия     | Hammersmith Odeon          |
| 13 мая 1979    | Лондон      | Англия     | Hammersmith Odeon          |
| 14 мая 1979    | Лондон      | Англия     | Hammersmith Odeon          |